# Andrzej Kruk
Andrzej Kruk – polski hydrobiolog, profesor nauk biologicznych.

## Życiorys
W 1995 r. ukończył studia biologiczne na Uniwersytecie Łódzkim, w 2000 r. obronił pracę doktorską pt. Analiza wieloletnich zmian w zespołach ryb rzeki Warty, której promotorem była prof. Wanda Galicka w 2008 r. habilitował się na podstawie pracy zatytułowanej Zespoły ryb i ich środowisko: zastosowanie sztucznych sieci neuronowych Kohonena. W 2014 r. otrzymał tytuł profesora nauk biologicznych.
Jest pracownikiem naukowym na Uniwersytecie Łódzkim, należy do Komisji do spraw Stopni Naukowych Dyscypliny – Nauk Biologicznych UŁ.
Był członkiem Komitetu Biologii Środowiskowej i Ewolucyjnej PAN.